# Jodokus Tauchen

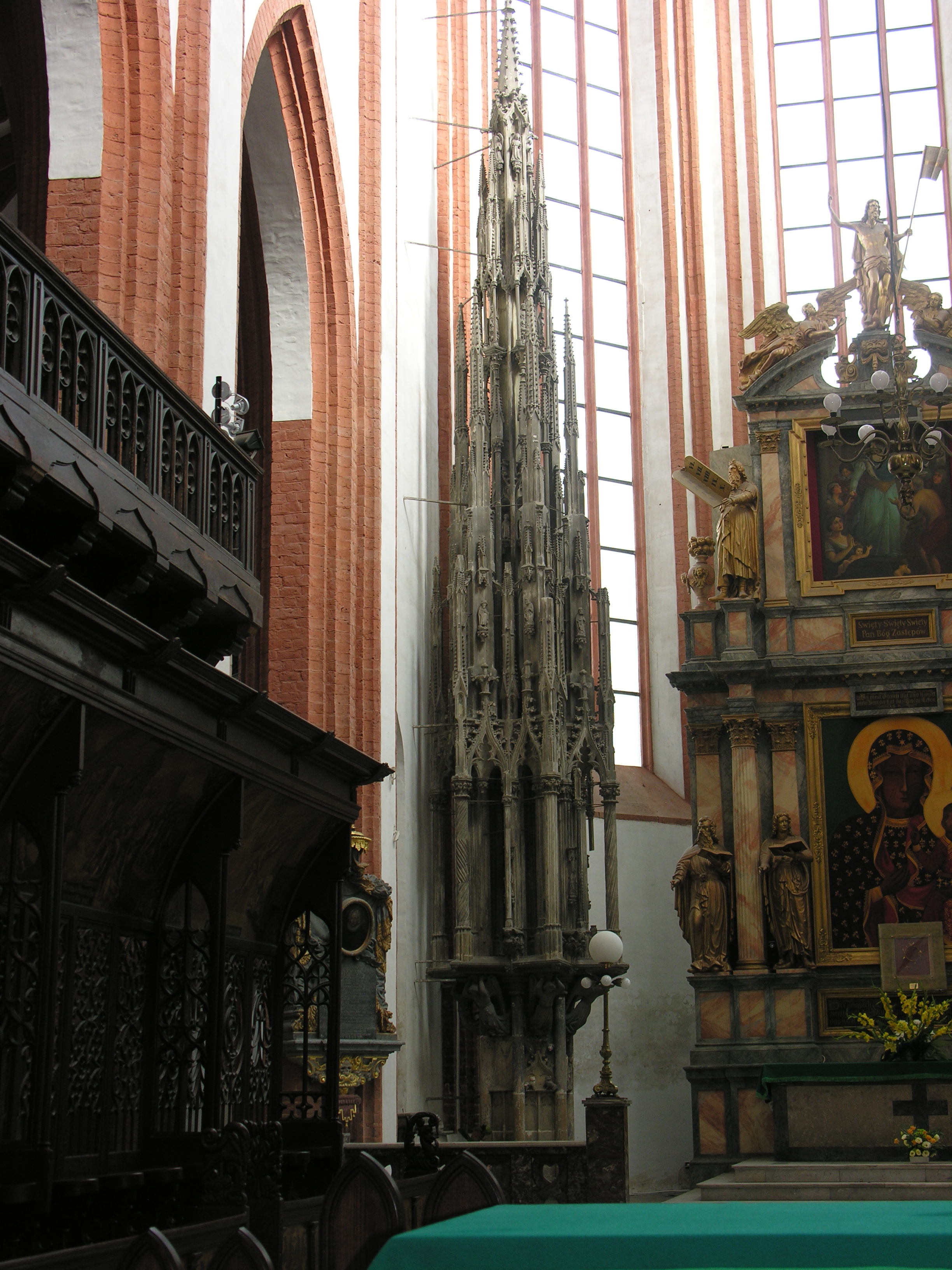
Sakramentshaus in der Breslauer Elisabethkirche

Jodokus Tauchen (auch Jodocus Tauchen, Jost Tauchen; * um 1425; † um 1495) war einer der bedeutendsten mittelalterlichen Künstler in Schlesien. Er war als Baumeister, Steinmetz, Bildhauer und Gießer tätig.

## Leben
Seine Herkunft ist nicht bekannt. Möglicherweise stammte er aus Liegnitz. Er war zunächst in Görlitz tätig. Ab 1451 ist er in Breslau nachweisbar. 1476 war er der Vorsteher der Gilde der Maurer und Steinmetze. Er arbeitete mit Sandstein und Bronze.

## Werke (Auswahl)
- Sakramentshaus in der Breslauer Elisabethkirche, 1453–1455. Einer der Engel gilt als Selbstporträt des Meisters.
- Bronzenes Taufbecken in der Breslauer Elisabethkirche, gegenwärtig im Nationalmuseum Warschau
- Bronzenes Taufbecken in der Pfarrkirche in Neusohl
- Bronzenes Grabmal des Primas Poloniae Jan Sprowski in der Kathedrale von Gniezno
- Chor in St. Maria auf dem Sande in Breslau, 1463–1464, nicht erhalten.
- Kapelle an St. Maria auf dem Sande in Breslau, 1466–1469